# 桜井美樹
桜井 美樹(さくらい みき、6月12日 - )は日本の女優。兵庫県出身。Coseinomoto所属。

## 人物
趣味はアニメ・特撮ドラマ鑑賞とゲームで、現在主な活動場所であるTwitterでは好きな作品について投稿することが多い。座右の銘は『よく食べてよく眠る』。